# Contea di Cross
La contea di Cross, in inglese Cross County, è una contea dello Stato dell'Arkansas, negli Stati Uniti. La popolazione al censimento del 2000 era di 19 526 abitanti. Il capoluogo di contea è Wynne. Il nome le è stato dato in onore al colonnello confederato David C. Cross.

## Geografia fisica
La contea si trova nella parte orientale dell'Arkansas. L'U.S. Census Bureau certifica che l'estensione della contea è di 1612 km², di cui 1595 km² composti da terra e i rimanenti 17 km² composti di acqua.

### Contee confinanti
- Contea di Poinsett (Arkansas) - nord
- Contea di Crittenden (Arkansas) - est
- Contea di St. Francis (Arkansas) - sud
- Contea di Woodruff (Arkansas) - ovest
- Contea di Jackson (Arkansas) - nord-ovest

### Principali strade ed autostrade
- U.S. Highway 49
- U.S. Highway 64
- Highway 1
- Highway 42
- Highway 75

## Storia
La contea di Cross venne costituita il 15 novembre 1862.

## Città e paesi
- Cherry Valley
- Hickory Ridge
- Parkin
- Wynne